# Konger af Assyrien
Dette er en oversigt over konger af Assyrien.

## Kronologi
- 2400-2000 fvt. Den tidligste periode. Byen Assur er formentligt under delvis kontrol fra det sydlige Mesopotamien.

- 2000-1750 fvt. Oldassyrisk periode. Byen Assur er handelscenter med et omfattende handelsnetværk af kolonier og stationer i Tyrkiet.

- 1750-1400 fvt. Mellemperioden. Assyrien bliver indlemmet i storriget Mittani.

- 1400-1200 fvt. Det mellemassyriske imperium. Konsolidering og ekspansion af Assyrien.

- 1200-900 fvt. Aramæerstammer breder sig.

- 900-612 fvt. Det nyassyriske imperium. Efter krisetid og kontraktion ekspanderer Assyrien til det meste af den nære Orient.

## Oldassyrisk periode og mellemtiden
- Puzur-Assur I ca. 1975 fvt.
- Shalimahu
- Ilu-shumma
- Erishum I (1939-1900 fvt.)

- Ikunum
- Sargon I
- Puzur-Assur II
- Erishum II
- Shamshi-Adad I (1813-1781 fvt.)
- Ishme-Dagan (1780-1741 fvt.)
- Mut-ashkur
- Rimush
- Asinum
- Puzur-Sin
- Seks konger
- Adari (ca. 1700 fvt.)
- Belu-bani (1700-1691 fvt.)
- Libaia (1690-1674 fvt.
- Sharma-Adad I (1673-1662 fvt.)
- Iptar-Sin (1661-1650 fvt.)
- Bazaira (1649-1622 fvt.)
- Lullaia (1621-1618 fvt.)
- Kidin-Ninua (1615-1602 fvt.)
- Sharma-Adad II (1601 fvt.)
- Erishum III (1598-1586 fvt.)
- Shamshi-Adad II (1585-1580 fvt.)
- Erishum III
- Shamshi-Adad II
- Ishme-Dagan II
- Shamshi-Adad III
- Ashur-nirari I (1547-1522 fvt.)
- Puzur-Ashur III (1521-1598 fvt.)
- Enlil-nasir I
- Nur-ili
- Ashur-rabi I
- Ashur-nadin-ahhe I
- Enlil-nasir II
- Ashur-nirari II
- Ashur-bel-nisheshu (1417-1409 fvt.)
- Ashur-nadin-ahhe II (1393 fvt.)

## Mellemassyrisk periode
- Ashur-uballit I (1363-1328 fvt.)
- Enlil-nirari (1327-1318 fvt.)
- Arik-den-ili (1317-1306 fvt.)
- Adad-nirari I (1305-1274 fvt.)
- Shalmaneser I(1273-1244 fvt.)
- Tukulti-Ninurta I (1243-1207 fvt.)
- Ashur-nadin-apli (1206-1203 fvt.)
- Ashur-nirari III (1202-1197 fvt.)
- Enlil-kudurri-usur (1196-1192 fvt.)
- Ninurta-apal-Ekur(1191-1179 fvt.)
- Ashur-dan I (1178-1133 fvt.)
- Ashur-resh-ishi I (1132-1115 fvt.)
- Ninurta-tukulti-Assur (1115 fvt.)
- Mutakkil-Nusku (1115 fvt.)
- Tiglath-Pileser I (1114-1076 fvt.)
- Asharid-apal-Ekur (1075-1074 fvt.)
- Ashur-bel-kala (1073-1056 fvt.)
- Shamshi-Adad IV (1053-1050 fvt.)
- Ashurnasirpal I (1049-1031 fvt.)
- Shalmaneser II (1030-1019 fvt.)
- Ashur-nirari IV (1118-1113 fvt.)
- Ashur-rabi II (1112-972 fvt.)
- Ashur-resh-ishi II (971-967 fvt.)
- Tiglath-Pileser II (966-935 fvt.)
- Ashur-dan II (934-912 fvt.)

## Nyassyrisk periode
Se også Det nyassyriske rige
- Adad-nirari II (911-891 fvt.)
- Tukulti-Ninurta II (890-884 fvt.)
- Ashurnasirpal II (883-859 fvt)
- Shalmaneser III (858-824 fvt.
- Shamshi-Adad V (823-811 fvt.)
- Adad-nirari III (810-783 fvt.)
  - Sammuramat, Shamshi-Adad Vs dronning, grækernes Semiramis, regerede i 810-805 fvt. for sin stadig mindreårige søn søn
- Shalmaneser IV (782-773 fvt)
- Ashur-Dan III (772-755 fvt.)
- Ashur-nirari V (754-745 fvt.)
- Tiglath-Pileser III (744-727 fvt.)
- Salmaneser V (727-722 fvt.)
- Sargon II (721-705 fvt.)
- Sankerib (704-681 fvt.)
- Esarhaddon (680-669 fvt.)
- Ashurbanipal (668-627 fvt.)
- Assur-etil-ilani (626-623? fvt.)
- Sin-shum-lisher (623 fvt.?)
- Sin-shar-ishkun (622-612 fvt.)

Den assyriske hovedstad Nineve faldt i 612 fvt. til en alliance mellem mederne og babylonerne. Med støtte fra egypterne fortsatte en assyrisk general med at herske nogle få år yderligere i Harran som
- Ashur-uballit II (611-609 fvt.)